# Cô vợ hờ
Cô vợ hờ (tựa tiếng Anh: Just Go with It) là một bộ phim hài lãng mạn Mỹ công chiếu năm 2011 của đạo diễn Dennis Dugan, với hai diễn viên chính Adam Sandler và Jennifer Aniston. Bộ phim được phát hành vào ngày 11 tháng 2 năm 2011. Nội dung phim được dựa trên bộ phim Cactus Flower (Hoa xương rồng) năm 1969, được chuyển thể từ một vở kịch trước đó ở Nhà hát kịch Broadway biên kịch bởi Abe Burrows, và vở kịch này lại dựa trên vở kịch Pháp Fleur de cactus.

## Nội dung
Danny Maccabee (Adam Sandler) là một bác sĩ phẫu thuật thành công ở Los Angeles, người trong "hội" giả vờ hôn nhân không hạnh phúc để kết đôi với phụ nữ khác, và cũng tránh sự lãng mạn có thể dẫn đến đau khổ. Katherine Murphy (Jennifer Aniston), người phụ nữ chỉ biết công việc của mình là quản lý văn phòng, là một bà mẹ đã ly dị có hai con và là bạn thân nhất của Danny. Tại một bữa tiệc, Danny gặp Palmer (Brooklyn Decker), một giáo viên toán lớp 6, không có nhẫn cưới của mình, và họ có một kết nối với nhau. Sáng hôm sau, cô tìm thấy chiếc nhẫn và cho rằng anh đã kết hôn. Cô từ chối hẹn hò với anh bởi vì bố mẹ cô ly dị do ngoại tình và không muốn đi theo vết xe đổ của bố mình.
Thay vì nói cho cô sự thật, Danny nói với cô rằng anh đang ly dị một người phụ nữ tên là Devlin Adams, tên này là tên mà Katherine đã đề cập đến là nữ sinh khó ưa cũ thời đại học. Danny nói Palmer rằng họ đang ly hôn vì cô ấy lừa dối anh với một người tên là "Dolph Lundgren". Palmer sau đó nhấn mạnh vào việc gặp gỡ Devlin. Danny yêu cầu Katherine đóng giả như "Devlin" và họ đến Rodeo Drive mua sắm quần áo mới như Danny làm tròn bổn phận với người vợ cũ.
Một cuộc gặp giữa Katherine/Devlin và Palmer đã tạo sự an tâm cho Palmer. Tuy nhiên, sau khi nghe Katherine nói chuyện điện thoại với các con trẻ của mình, Palmer cho rằng Danny cũng đã có con. Danny sau đó đến phòng riêng gặp những đứa con của Katherine, Maggie (Bailee Madison) và Michael (Griffin Gluck), để tìm hiểu và chơi cùng.
Palmer đã được gặp con của Katherine, sau đó chúng dọa Danny trước Palmer để đòi đi du lịch ở Hawaii. Tại sân bay, tất cả chúng đều ngạc nhiên bởi người anh em họ của Danny là Eddie (Nick Swardson), một người đóng giả "Dolph Lundgren" người Áo mà Danny đã thông qua trước đó. Để hợp lý những điều dối trá, Danny và Katherine buộc phải đưa anh ta đi cùng.
Tại khu nghỉ mát ở Hawaii, Danny nói với Eddie rằng anh đang suy nghĩ về việc đề nghị Palmer kết hôn với mình. Katherine và Danny làm quen với Devlin Adams (Nicole Kidman) và chồng cô ấy Ian Maxtone-Jones (Dave Matthews), người được cho là đã phát minh ra iPod. Vì Katherine đang giả danh Devlin, nên Katherine giới thiệu Danny như chồng chứ không thừa nhận cô là một người mẹ đơn thân.
Sau đó, Palmer quyết định dành nhiều thời gian tiếp chuyện với Katherine để Danny có thể chơi với bọn trẻ. Danny dạy Michael tập bơi, và Katherine và Palmer đã nhìn Danny một cách ngưỡng mộ.
Katherine nhận lời Devlin, người đã mời cô và Danny đi ăn tối. Eddie đồng ý cùng Palmer ra ngoài ăn tối để Danny có thể đi với Katherine. Eddie kể chuyện hài cho Palmer nghe, về việc anh từng là một người bán cừu, sau đó Eddie buộc phải cứu mạng một con cừu bị nghẹn vì nuốt phải đồ chơi, mặc dù anh mạnh tay với con cừu trong lúc cứu nó. Tại bữa ăn tối, Danny và Katherine bắt đầu cảm thấy có tình cảm với nhau. Sau đó, khi Palmer và Eddie trở lại từ bữa ăn tối của họ, Palmer cho rằng cô và Danny nên kết hôn bây giờ, kể từ khi say rượu Eddie đã nói với cô về kế hoạch cầu hôn của Danny. Danny và Katherine đều ngạc nhiên bởi đề xuất của Palmer, nhưng Danny cuối cùng đồng ý. Danny sau đó gọi cho Katherine về sự bối rối của mình, nhưng Katherine nói rằng cô sẽ xin việc ở thành phố New York (cô đã nói với anh trước đó) để tìm một khởi đầu mới cho cuộc sống của mình.
Ngày hôm sau, Palmer gặp Katherine để nói rằng có lẽ Danny vẫn còn yêu Katherine, mà Katherine không thừa nhận. Katherine sau đó gặp Devlin tại một quán bar và thừa nhận rằng cô giả vờ đã kết hôn với Danny vì sĩ diện. Devlin cũng thú nhận rằng cô ấy đã ly dị Ian bởi vì anh là người đồng tính và cũng không phát minh ra iPod nhưng có tiền từ vụ kiện Đội bóng chày Los Angeles sau một pha bóng phạm lỗi. Katherine tâm sự với Devlin về cảm nhận tình yêu với Danny, nhưng sau đó Danny xuất hiện phía sau nói với Katherine rằng anh không thể kết hôn với Palmer và nói rằng anh cũng có tình cảm với Katherine. Trong khi đó, trên chuyến bay trở lại đất liền, Palmer gặp một tay vợt chuyên nghiệp (Andy Roddick - người chồng ngoài đời của Brooklyn Decker), đã quan tâm đến sở thích của nhau. Một thời gian sau, Danny và Katherine kết hôn.

## Các diễn viên
| - Adam Sandler vai Bác sĩ Daniel "Danny" Maccabee - Jennifer Aniston vai Katherine Murphy/"Devlin Maccabee" - Brooklyn Decker vai Palmer Dodge - Nicole Kidman vai Devlin Adams - Nick Swardson vai Eddie Simms/"Dolph Lundgren" - Dave Matthews vai Ian Maxtone-Jones - Bailee Madison vai Maggie Murphy/"Kiki Dee Maccabee" - Griffin Gluck vai Michael Murphy/"Bart Maccabee" - Rachel Dratch vai Kirsten Brant - Kevin Nealon vai Adon - Heidi Montag vai Kimberly | - Andy Roddick vai Andy Roddick - Dan Patrick vai Tanner Patrick - Mario Joyner vai Henderson - Keegan-Michael Key vai Ernesto - Michael Laskin vai ông Maccabee - Carol Ann Susi vai bà Maccabee - Rakefet Abergel vai Patricia - Elena Kolpachikova vai Katja - Minka Kelly vai Joanna Damon - Allen Covert vai Soul Patch - Jackie Sandler vai Veruca |

## Sản xuất
Bộ phim được quay tại Los Angeles và các đảo Maui và Kauai của Hawaii từ ngày 2 tháng 3 năm 2010 đến ngày 25 tháng 5 năm 2010. Bộ phim là có chủ ý làm mơ hồ về phong cảnh tại những hòn đảo Hawaii ở phần diễn ra sau đó của nó. Do đó, các nhân vật đi lang thang qua một cây cầu dây trên Maui và đến cảnh tiếp theo tại một thác nước ngoạn mục trên đảo Kauai, chứ không phải là đập thủy lợi nhỏ và hồ nước ở Maui, nơi lối đi thực tế ngoài đời là một ngõ cụt.
Các nhân vật ở tại khách sạn Waldorf Astoria thuộc Hawaii. Trong thực tế, bộ phim được quay tại Grand Wailea ở Maui, thuộc sở hữu của Khách sạn và khu nghỉ mát Waldorf Astoria.

## Đánh giá
Bộ phim đã được đề cử 5 giải Mâm xôi vàng bao gồm Giải Mâm xôi vàng cho nữ diễn viên phụ tồi nhất (Nicole Kidman), Giải Mâm xôi vàng cho diễn viên nam phụ tồi nhất (Nick Swardson) và "Bộ đôi diễn viên dở nhất" (Adam Sandler và Jennifer Aniston hoặc Brooklyn Decker), và đã giành 2 giải cho "Nam diễn viên chính tồi nhất" (Adam Sandler; cũng cho Jack và Jill) và Giải Mâm xôi vàng cho đạo diễn tồi nhất (Dennis Dugan, cùng với Jack và Jill).